# طب روحاني
يُصنَّف الطب الروحاني أو طب الطاقة كأحد فروع الطب البديل ويقوم على اعتقاد علمي زائف بقدرة المعالجين على توجيه طاقة شافية للمريض مسببين نتائج إيجابية. يستخدم الممارسون عددًا من الأسماء بما في ذلك المرادفات المختلفة للطب (على سبيل المثال: العلاج بالطاقة) وأحيانًا يستخدمون مصطلح طاقة الذبذبة لوصفه. لا توجد تجريبيًا أي طاقة قابلة للقياس بأي شكل من الأشكال، ولهذا يلجأ أتباع هذا الفرع إلى وصف هذه الطاقة بالخفية.
قد يصنف الممارسون أسلوب العلاج إلى: العلاج باستخدام اليدين ودون استخدام اليدين وعن بعد، وفي هذا الأخير يكون المريض والمعالج في منطقتين مختلفتين.
توجد العديد من مدارس العلاج بالطاقة، وعلى سبيل المثال: العلاج باستخدام طاقة المجال الحيوي والعلاج الروحي والعلاج بالاتصال والعلاج عن بعد واللمسة العلاجية والريكي أو الكيغونغ. يحدث الشفاء الروحي بشكل كبير بين الممارسين الذين لا يرون العقيدة الدينية التقليدية كشرط أساسي لإحداث العلاج. على النقيض من ذلك، يحدث الشفاء الإيماني ضمن سياق ديني تقليدي أو غير طائفي كما هو الحال مع بعض المبشرين الإنجيليين.
كانت المراجعات المبكرة للأدبيات العلمية حول العلاج بالطاقة مبهمة وأوصت بإجراء مزيد من البحث، وقد خلصت المراجعات الحديثة إلى عدم وجود دليل يدعم الفعالية السريرية لهذا النوع من العلاج. انتُقِد الأساس النظري للعلاج باعتباره غير معقول، وانتُقِدَت كذلك البحوث والمراجعات الداعمة لطب الطاقة لاحتوائها على عيوب منهجية إضافةً إلى انحياز الاختيار، ونُسِبَت النتائج العلاجية الإيجابية إلى آليات نفسية معروفة.
قال إدزارد إرنست، الأستاذ السابق في الطب البديل والطب التكميلي في جامعة إكستر: «إن التعافي مستمر على الرغم من عدم وجود أساس حيوي منطقي أو أدلة سريرية مقنعة.. على امتلاك هذه الأساليب فائدة علاجية مع الحاجة إلى الكثير من العمل لإثبات عدم جدواها». يحتال البعض على الناس بتقديمهم أجهزة لطب الطاقة، وقد أدت ممارساتهم التسويقية إلى اتخاذ إجراءات قانونية في ما يخص هذا الأمر في الولايات المتحدة.

## نبذة تاريخية
يسجل التاريخ الارتباط المتكرر أو الاستغلال المتكرر للاختراعات العلمية من قبل الأفراد الذين يزعمون أن العلم المكتشف حديثًا يمكن أن يساعد الناس على الشفاء. في القرن التاسع عشر، كانت الكهرباء والمغناطيسية لا تزال اكتشافات حديثة العهد، وفي هذه الفترة، انتشر الدجل الصحي المتعلق بالأمر. استمرت هذه المفاهيم في إلهام الكتاب خلال العصر الجديد. في أوائل القرن العشرين، عرّضت الادعاءات الصحية المرتبطة بالمواد المشعة حياة العديد من الأشخاص للخطر، وفي الآونة الأخيرة، قدمت ميكانيكا الكم والنظرية الموحدة العظمى فرصًا مماثلة للاستغلال التجاري. تُستَخدَم حاليًا الآلاف من الأجهزة التي تدعي الشفاء من خلال طاقة مفترضة أو حقيقية في جميع أنحاء العالم. يعتبر العديد من تلك الأجهزة غير قانوني أو خطير، إذ أنّ تسويقها يعتمد على ادعاءات كاذبة أو غير مثبتة، ولهذا، حُظِرَت العديد من هذه الأجهزة. يرتبط الاعتماد على العلاجات الروحية والحيوية بأضرار جسيمة وقد تصل حد الوفاة عند تأخر المرضى في طلب العلاج الطبي أو التخلي عنه.

## المعتقدات

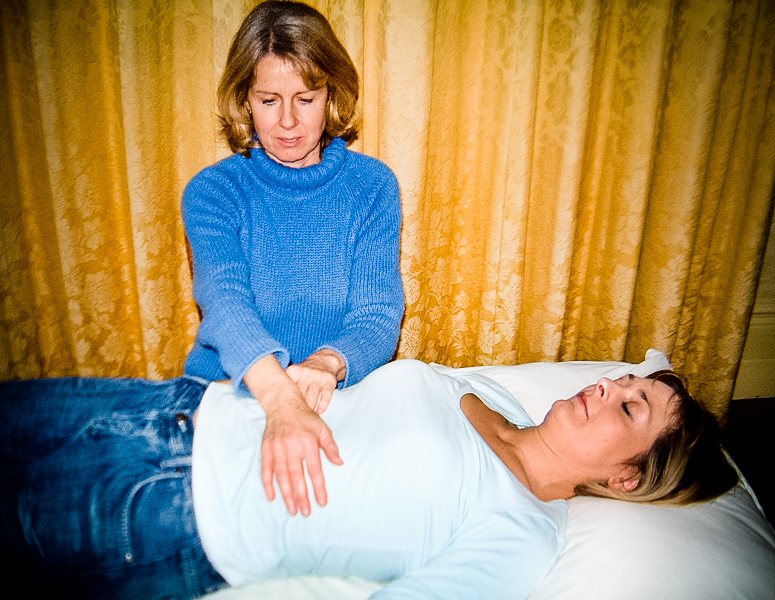
ممارس ريكي

يوجد مدارس مختلفة للعلاج بالطاقة، بما في ذلك العلاج بالطاقة الحيوية والعلاج الروحي والشفاء بالاتصال والشفاء عن بعد واللمسة العلاجية والريكي والكيجونغ، بالإضافة إلى مدارس أخرى.
يحدث العلاج الروحي بين الممارسين الذين لا يرون العقيدة الدينية التقليدية شرطًا مسبقًا للعلاج. على النقيض من ذلك، يحدث العلاج بالإيمان في سياق ديني تقليدي أو غير طائفي كما هو الحال مع بعض المبشرين الإنجيليين عبر التلفاز. غالبًا ما يقتبس ممارسو طب الطاقة من بوذا، لكنه لم يمارس العلاج بالاتصال أو بدونه.
اكتسبت تقنيات العلاج بالطاقة -مثل اللمسة العلاجية- اعترافًا في مهنة التمريض. ففي 2005-2006، وافقت جمعية التشخيص التمريضي لأمريكا الشمالية على تشخيص «اضطراب مجال الطاقة» لدى المرضى، وهذا يعكس ما يُطلق عليه نهج ما بعد الحداثة أو النهج المناهض للعلم للرعاية التمريضية، وهو نهج يخضع للانتقاد الشديد.
اقترح المؤمنون بهذه الأساليب دور الباطنية الكمومية غير الموضعية في محاولة لتفسير الشفاء عن بعد. قالوا أيضًا إن المعالجين يعملون كقناة تنقل نوعًا من التأثيرات الكهربائية المغناطيسية على نحو مشابه للمذهب الحيوي –من العلوم الزائفة- مثل الأورغون أو التشي. لاحظ درو ليدر في ورقة بحثية في مجلة الطب البديل والتكميلي أن مثل هذه الأفكار كانت عبارة عن محاولات لفهم وتفسير واستكشاف الساي والشفاء عن بعد، وأن هذه النماذج المعتمدة على الفيزياء لم يُقدمها داعمو هذه الأساليب كتفسيرات وإنما كمقترحات قد تفسر المنطق الذي تقوم عليه. بررت بيفرلي روبيك -في مقال في نفس المجلة- اعتقادها بالإشارة إلى نظرية الأنظمة الفيزيائية الحيوية والكهرومغناطيسية الحيوية ونظرية الفوضى التي زودتها بـ: «... الأساس العلمي للحقل الحيوي ..» كتب جيمس أوشمان في مجلة علاجات الجسم والحركة مقالًا قدم فيه مفهوم المجالات الكهرومغناطيسية التي يصدرها الشخص المعالِج بترددات مختلفة. يعتقد أوشمان أن طاقة الشفاء تنبع من ترددات كهرومغناطيسية ناتجة عن جهاز طبي توجهها يد المعالِج إلى المريض، أو من الإلكترونات التي تعمل كمضادات للأكسدة.
ينتقد الفيزيائيون والمتشككون هذه التفسيرات باعتبارها فيزياء زائفة -وهي فرع من فروع العلوم الزائفة التي تشرح التفكير السحري باستخدام مصطلحات غير ملائمة من الفيزياء الحديثة لاستغلال الأمية العلمية وإثارة إعجاب الأشخاص بسطاء التفكير. في الواقع، حتى المؤيدين المتحمسين للشفاء بالطاقة يقولون: «يقوم الشفاء [الروحي] على أسس نظرية واهية للغاية».

## التحقيقات العلمية

### الشفاء عن بعد
لم تستخلص مراجعة منهجية نُشرت في عام 2000 لـ 23 تجربة حول الشفاء عن بعد استنتاجات نهائية بسبب القيود المنهجية بين الدراسات. في عام 2001، نشر المؤلف الرئيسي لتلك الدراسة، إدزارد إرنست، كتابًا تمهيديًا عن العلاجات التكميلية في رعاية مرضى السرطان أوضح فيه أن نصف هذه التجارب قالت إن الشفاء فعال، ولكن مع ذلك، كانت الأدلة متضاربة للغاية وأوجه القصور المنهجية حالت دون استنتاجات مؤكدة. خلص إرنست إلى ما يلي: «طالما لم يُستَخدَم –هذا النوع من العلاج- كبديل للعلاجات الفعالة، سيبقى الشفاء الروحي خاليًا من المخاطر». لم تجد تجربة سريرية عشوائية أجريت عام 2001 من قبل نفس المجموعة أي فرق ذي دلالة إحصائية حول الألم المزمن أي فرق بين المعالجين عن بعد والمعالجين المصطنعين. في عام 2003، خلصت مراجعة أجراها إرنست لتحديث عمله السابق إلى أن الأدلة أصبحت ضد استخدام العلاج عن بعد لاحتمالية أن يترافق بآثار ضارة.